# Heliaster
Heliaster is een geslacht van zeesterren, en het typegeslacht van de familie Heliasteridae.

## Soorten
- Heliaster canopus Perrier, 1875
- Heliaster cumingii (Gray, 1840)
- Heliaster helianthus (Lamarck, 1816)
- Heliaster kubiniji Xantus, 1860
- Heliaster microbrachius Xantus, 1860
- Heliaster polybrachius H.L. Clark, 1907
- Heliaster solaris A.H. Clark, 1920